# ヨハンネス (西ローマ皇帝)
ヨハンネス・アウグストゥス（ラテン語: Iohannes Augustus）は、西ローマ帝国の対立皇帝（在位：423年 - 425年）。

## 生涯
423年8月15日に西方皇帝であったホノリウスが死去すると、東方皇帝であった甥のテオドシウス2世は、ホノリウスの死を公表することをためらった。ホノリウスの死を知った貴族カスティヌスはこの間隙を突いて、プリミケリウスであったヨハンネスを皇帝に擁立した。
ヨハンネスの資質について、プロコピウスは「温厚で素晴らしく恵まれ、勇敢な行為を十分に行うことができる」と称賛した。それまでのテオドシウス朝の皇帝とは異なり、ヨハンネスはキリスト教の全教派を容認した。
しかし、当初からヨハンネスの皇帝としての地位は不安定であった。ガリアでは、彼の前任者であったプラエフェクトゥス・プラエトリオはアルルでの兵士の蜂起によって殺害され、アフリカ管区のコメスであったボニファキウスはローマへの移送を命じられていた穀物群を後退させた。
ジョン・マシューズは「ヨハンネスの治世に起きた出来事は、その当初と同じくらい暗いものであった」と書いている。ヨハンネスは拠点をラヴェンナに移し、東方帝国がその方向から攻撃してくるであろうことを十分に予測していた。アフリカに対する遠征についての言及があるが、その結果は記録されておらず、失敗に終わったと推測される。ガリアでは、ヨハンネスは聖職者を世俗の宮廷に召喚することによって問題を引き起こしたとされる。
ヨハンネスはテオドシウス2世との合意に達することを望んでいたが、テオドシウス2世が若いウァレンティニアヌス3世を最初にカエサルに、次にアウグストゥス（間違いなくその母ガッラ・プラキディアの影響を受けた）に任じたとき、ヨハンネスは結局戦う道しか残っていないと悟った。424年後半、ヨハンネスは自身の若くて最も有望な信奉者の1人であったアエティウスに重要な任務を与えた。当時、宮殿総督であったアエティウスは、以前人質として暮らしていたフン族に、軍事援助を求めるために派遣された。
アエティウスが不在の間、テオドシウス2世が送り込んだ東方軍はテッサロニカからイタリアに上陸し、すぐにアクイレイアに陣を張った。主要な情報源はラヴェンナが略奪の渦に陥ったと記しているが、アンティオキアのヨハネスは、羊飼いがアスパル率いる東方軍を都市を保護する沼地に安全に導いたと述べている。スチュワート・オーストは、アスパルの父親であるアルダブリウスがラヴェンナの守備隊にヨハンネスを裏切るよう説得したと信じている。歴史家のエイドリアン・ゴールズワーシーは、ヨハンネスが倒されたことについて、「かなりの裏切りに加えて、東ローマ軍と海軍の強力な部隊による激しい戦いを繰り広げた」と述べている。捕らえられた皇帝はアクイレイアに移送された。最初に手が切り落とされ、それからヒッポドロームでロバに引き回されて市民の見世物にされた。さらなる侮辱と傷害が加えられた後、425年6月あるいは7月、ついに斬首された。
ヨハンネスの死から3日後、アエティウスはフン軍を引き連れて戻った。いくつかの小競り合いの後、アエティウスはウァレンティニアヌス3世の摂政であったガッラ・プラキディアと、次の30年間西方帝国の政治情勢を確立することに合意した。役割を果たしたフン族は根拠地に戻り、アエティウスはマギステル・ミリトゥムの地位を得た。

## 参考書籍
- Guy de la Bedoyere (2007/01/02). The Romans For Dummies. John Wiley & Sons. ISBN 978-0470030776
- Elizabeth May (2012/10/23). Empress Placidia. Lulu.com. ISBN 978-1291074994